# كريستا فون سابو
كريستا فون سابو (بالألمانية: Christa von Szabó)‏ هي متزلجة فنية نمساوية، ولدت في القرن التاسع عشر، وتوفيت في القرن العشرين.